# Karetschildpad

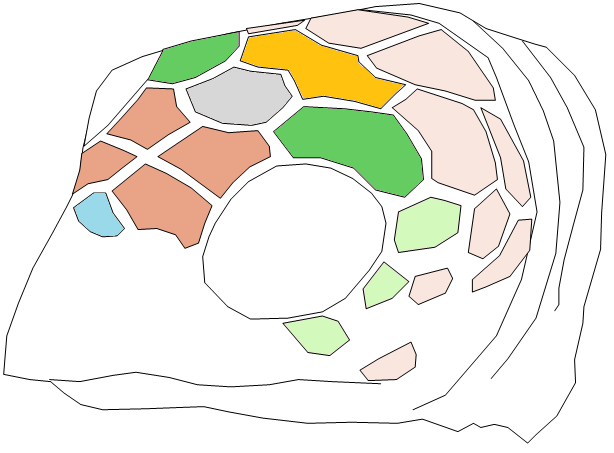
Kopschubben van de karetschildpad:
(achter de voorzijde)
(aan de voorzijde)
(boven het oog)
(voor de bovenzijde)
(voor het oog)
(achter het oog)

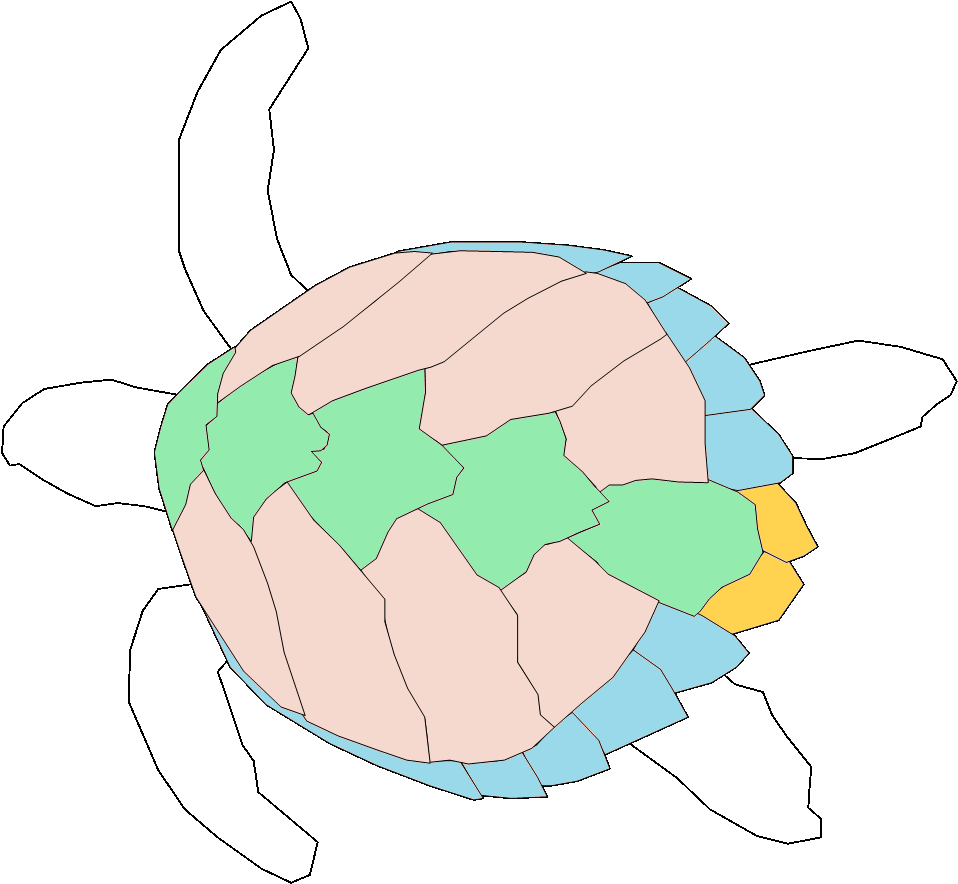
De hoornschilden van het rugschild:,,,

De karetschildpad (Eretmochelys imbricata), ook wel echte karetschildpad genoemd, is een schildpad uit de familie van de zeeschildpadden (Cheloniidae).
De karetschildpad heeft een gemiddelde schildlengte van ongeveer 90 centimeter. Hiermee is de schildpad een middelgrote soort in vergelijking met andere zeeschildpadden. De karetschildpad is te herkennen aan de overlappende hoornschilden op het rugschild, de tand-achtige uitsteeksels aan de achterzijde van het schild en de duidelijk gehaakte, papegaaiachtige bek. De schildpad komt rond de evenaar wereldwijd voor en is een typische bewoner van rotskusten en ondiepe wateren. De volwassen vrouwtjes komen alleen aan land om eieren af te zetten. Op het menu staan voornamelijk sponsdieren, maar ook andere zeedieren en zeeplanten worden gegeten.
De karetschildpad is het enige in zee levende reptiel dat grotendeels van sponsdieren leeft. Een legsel bestaat uit meer dan honderd eieren waarvan een deel overleeft en uitgroeit tot een volwassen schildpad. Slechts weinig juvenielen krijgen de kans om een volwassen schildpad te worden, door natuurlijk verval zoals parasieten, voedseltekorten en predatie en menselijke activiteiten zoals het vernietigen van neststranden en het rapen van de eieren. De karetschildpad is een zeldzame diersoort die steeds afhankelijker wordt van bescherming. De status van deze schildpad op de Rode Lijst van de IUCN is daarom kritiek (CR of critical). Dit betekent dat de schildpad met uitsterving bedreigd is.

## Uiterlijke kenmerken
Het rugschild of carapax bereikt een lengte van gemiddeld 90 centimeter bij de eierleggende vrouwtjes. De meeste exemplaren blijven kleiner tot ongeveer 50 à 70 centimeter en zeldzame uitschieters kunnen een maximale schildlengte van 114 centimeter bereiken. Het gewicht van grote exemplaren bedraagt gemiddeld ongeveer 70 kilogram. Heel grote exemplaren kunnen echter zwaarder worden en het record staat op een gewicht van 127 kilogram.
De karetschildpad heeft enkele voor zeeschildpadden karakteristieke kenmerken; een breed en relatief plat schild, tot sterke flippers omgevormde voor- en achterpoten en een duidelijk snavel-achtige bek. Met name dit laatste kenmerk valt bij de karetschildpad op. De Engelse naam van de schildpad is hawksbill turtle, wat haviksbekschildpad betekent en verwijst naar de sterk omlaag gekromde bovenzijde van de bek, ook wel tomium genoemd. Biologen vermoeden dat de enigszins sikkelvormige bek wordt gebruikt om prooidieren uit rotsspleten te peuteren.
De karetschildpad is meestal eenvoudig van alle andere soorten in zee levende schildpadden te onderscheiden door de duidelijk dakpansgewijze hoornschilden van het rugschild die elkaar duidelijk overlappen. Vooral bij heel jonge exemplaren is dit goed te zien, maar bij heel oude exemplaren zijn de overlappende hoornschilden moeilijker te zien. Dit komt doordat de schilden langzaam van elkaar af gaan staan naarmate de schildpad ouder wordt. Uiteindelijk komen ze naast elkaar te liggen, net als de hoornschilden van alle andere zeeschildpadden. De hoornschilden aan de achterzijde van het schild hebben een puntig uitsteeksel waardoor de achterzijde doet denken aan een zaagblad.
Het rugschild heeft vijf centrale hoornschilden op het midden (ventraal) waarvan de achterste vier een lichte kiel dragen die vervaagt naarmate de schildpad ouder wordt. Aan de voorzijde van de ventrale schilden is het ongepaarde preventrale schild aanwezig. Aan weerszijden hiervan zijn slechts 4 rijen schilden aanwezig, de laterale of costale schilden. Veel andere zeeschildpadden hebben er vijf of meer, behalve de platrugzeeschildpad die er eveneens vier heeft. Aan de rand van het schild ten slotte zijn 11 rijen marginalen aanwezig die aan de achterzijde verbonden worden door de gepaarde postventrale schilden.
Het rugschild is aan weerszijden verbonden met het buikschild door de benen verbinding tussen de voor- en achterpoten. Deze zogenaamde brug loopt over de breedte van de vier inframarginale schilden van het buikschild. Deze zijn gelegen tussen de schilden aan de rand (de marginale schilden) en de twee rijen buikschilden op het midden. Bij de karetschildpad hebben de inframarginalen geen poriën en hieraan is de soort te onderscheiden van onder andere de twee Lepidochelys - soorten die gemakkelijk te verwarren zijn.
De kleur van het rugschild is donker groenachtig bruin, met een enigszins straalsgewijs en duidelijk gevlamd patroon van donkere tot rode en gele tot zwarte vlekken. Het rugschild van juveniele dieren is enigszins hartvormig, maar bij oudere dieren trekt dit bij, ze krijgen een meer ovaal en langwerpig schild waarbij de randen meer parallel gaan lopen. Het buikschild is evenals de keel en onderzijde van de kop geel van kleur en ongevlekt, alleen bij de juvenielen komen soms donkere vlekken voor op de buik.
De bovenzijde van de nek is donkergrijs van kleur en op de kop, poten en staart zijn donkere tot zwarte schubben aanwezig. Deze zijn duidelijk te onderscheiden door de lichtere tot gele huid tussen de schubben waardoor een nettekening ontstaat. Aan de voorzijde van de kop zijn tussen de ogen twee paar prefrontale schubben aanwezig en een frontale schub op het midden van de kop met aan weerszijden een supraoculaire schub, gelegen boven het oog. Achter het oog zijn drie tot vier postorbitale schubben aanwezig. Aan de schubben op de kop is de karetschildpad gemakkelijk van enkele andere soorten zeeschildpadden te onderscheiden. De soepschildpad en de platrugzeeschildpad hebben slechts één paar prefrontale schubben in plaats van twee. De onechte karetschildpad heeft tussen de twee paar prefrontale schubben een schub in het midden, die de interprefrontale schub wordt genoemd.
De voorpoten zijn aanmerkelijk groter en langer dan de achterpoten. De voorpoten worden gebruikt voor de voortstuwing, de achterpoten dienen om te sturen. Aan de voorpoten zijn nog resten te zien van de klauwen; twee hoornachtige uitsteeksels verraden de landbewonende levenswijze van hun voorouders. Het duidelijkst zichtbaar is het kegelvormig uitsteeksel op twee derde van de voorpoot gezien vanaf het lichaam, het andere is bij het uiteinde gepositioneerd.
De mannetjes zijn van de vrouwtjes te onderscheiden doordat ze iets kleiner blijven maar een dikkere en langere staart hebben. Mannetjes hebben daarnaast langere en grotere voorpoten die sterker gekromd zijn in vergelijking met die van de vrouwtjes. Ze hebben ook een meer heldere tekening op het schild en het buikschild van mannetjes is enigszins hol wat bij schildpadden dient om beter op een vrouwtje te klimmen tijdens de paring.

### Onderscheid met andere soorten
De karetschildpad is gemakkelijk te verwarren met verschillende andere soorten, zie ook zeeschildpadden. De belangrijkste onderscheidende kenmerken met de zes andere in zee levende schildpadden zijn:
- Lederschildpad (Dermochelys coriacea): wordt veel groter en mist hoornschilden op de rugzijde. Het schild heeft zeven kielen waarvan er vijf duidelijk zichtbaar zijn. Niet te verwarren.
- Onechte karetschildpad (Caretta caretta): mist de sterk uitstekende snuitpunt, heeft geen overlappende rugschilden en zes costale schilden op de rug, de karetschildpad heeft er vijf. Heeft één paar schubben tussen de ogen, de karetschildpad heeft twee paar.
- Soepschildpad (Chelonia mydas): Wordt groter tot 1,5 meter, overlappende rugschilden ontbreken. Afgeronde bek met gezaagde rand. Heeft één paar schubben tussen de ogen, de karetschildpad heeft twee paar.
- Kemps schildpad (Lepidochelys kempii): blijft met maximaal 70 centimeter kleiner, afgeronde bek, geen overlappende schubben
- Warana (Lepidochelys olivacea): blijft met maximaal 70 centimeter kleiner, afgeronde bek, geen overlappende schubben
- Platrugzeeschildpad (Natator depressus): heeft een zeer plat rugschild zonder overlappende schilden.

Afbeeldingen: kenmerken
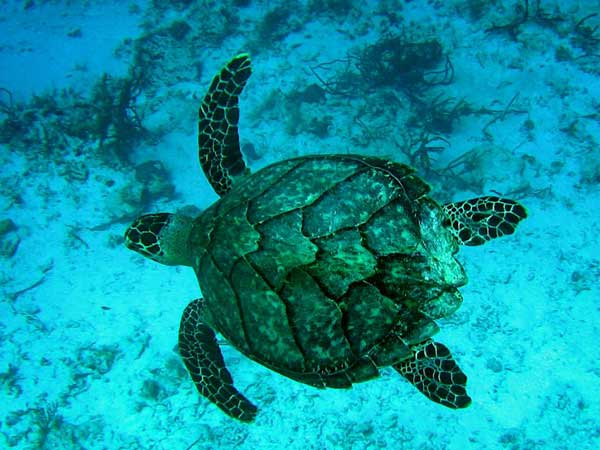
De rugschilden overlappen duidelijk.
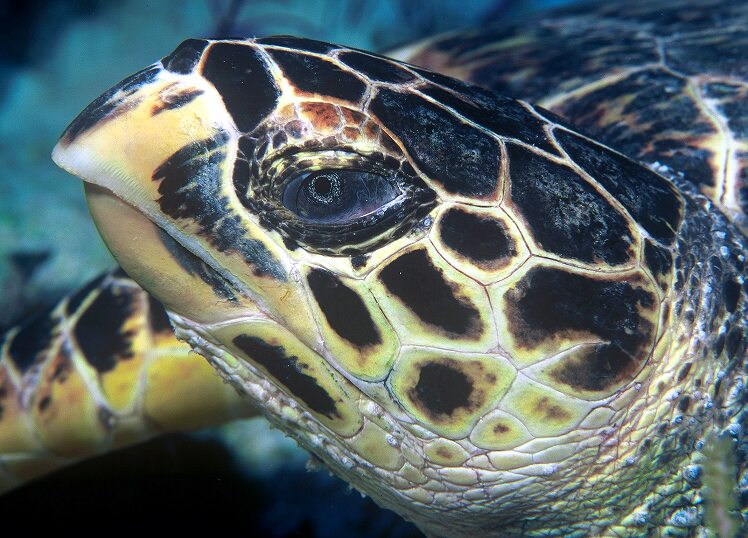
Close-up van de kop met uit-stekende bek
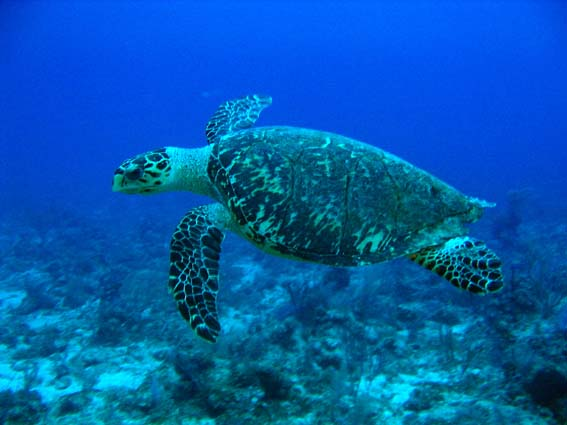
De voorpoten zijn omgevormd tot flippers; met de achterpoten wordt gestuurd.
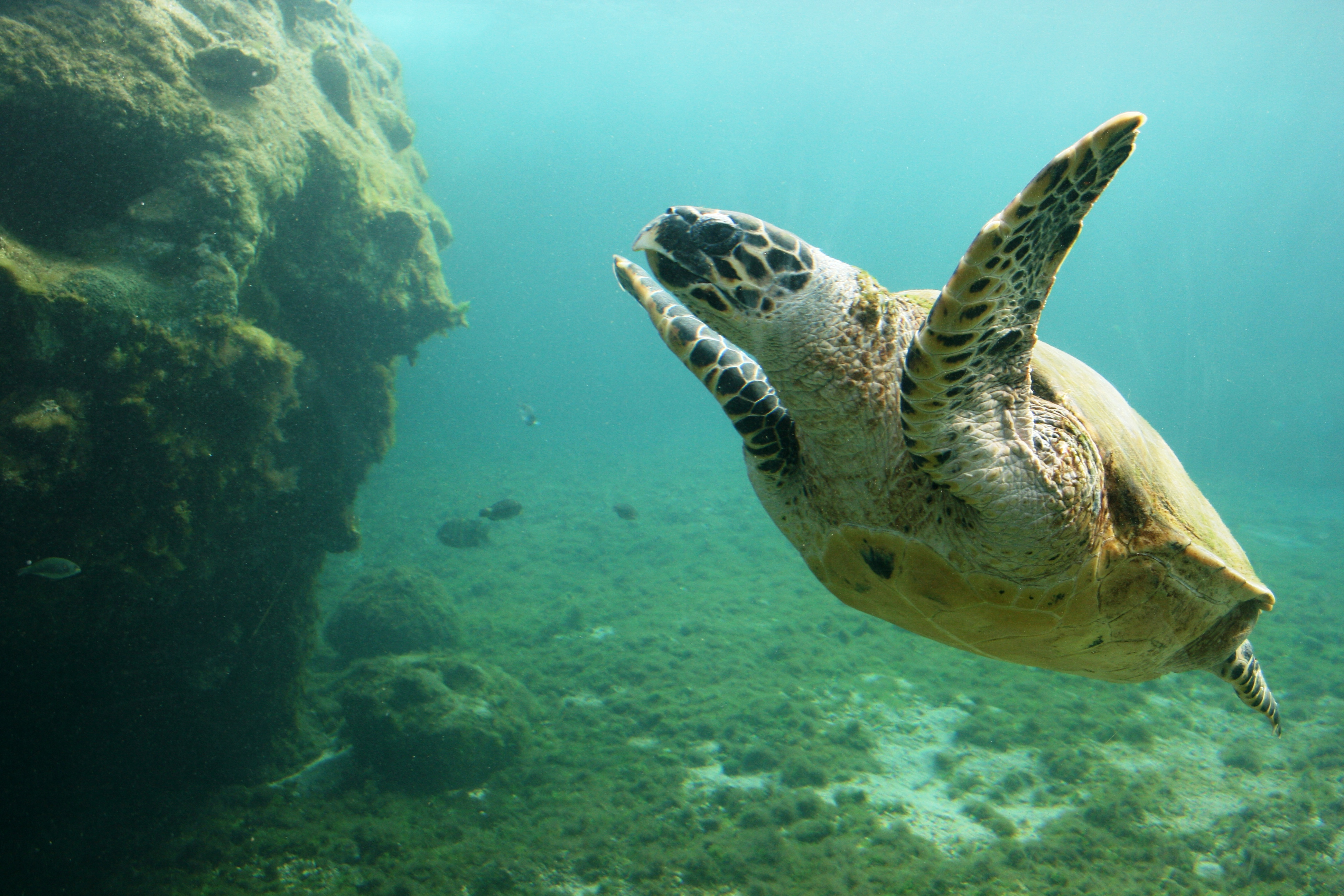
Zwemmend exemplaar bij Réunion

## Verspreiding en habitat

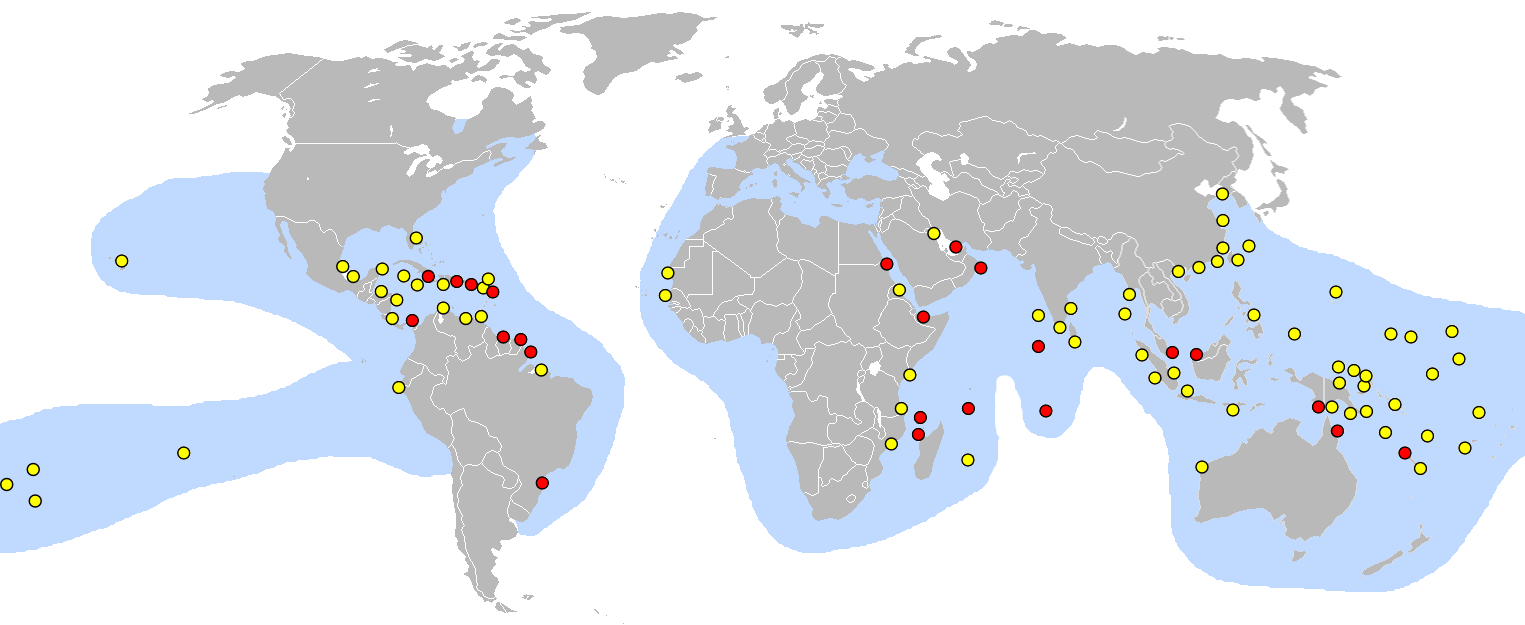
Met de gekleurde stippen zijn de nestplaatsen aangegeven,; geel staat voor een bekende nestplaats en rood voor een belangrijke nestplaats.

De karetschildpad komt voor in de Atlantische, Grote en Indische Oceaan en in de Middellandse Zee, de Rode Zee en de Zwarte Zee. De mondiale verspreiding ligt grofweg tussen 30 graden noorderbreedte en 30 graden zuiderbreedte maar wijkt soms sterk af. Het exacte verspreidingsgebied is niet precies bekend, de verspreidingskaart hiernaast toont een mogelijke verspreiding van de karetschildpad in het blauw, maar er zijn meerdere modellen. De kaart is daarom niet helemaal nauwkeurig en waarschijnlijk klopt het getoonde voorkomen in de Jamesbaai niet. Over het algemeen wordt aangenomen dat de schildpad wereldwijd voorkomt, vooral in tropische zeeën en grofweg ontbreekt in noordelijk Noord-Amerika, zuidelijk Zuid-Amerika, noordelijk Europa en noordelijk Azië.
De schildpad bezoekt de kusten van de volgende landen en eilanden: Amerikaanse Maagdeneilanden, Anguilla, Antigua en Barbuda, Andamanen en Nicobaren (India), Aruba, Australië, Bahama's, Bangladesh, Barbados, Belize, Brazilië, Britse Maagdeneilanden, Cambodja, China, Comoren, Cookeilanden, Costa Rica, Cuba, Djibouti, Dominica, Dominicaanse Republiek, Ecuador, Egypte, El Salvador, Equatoriaal-Guinea, Eritrea, Fiji, Filipijnen, Frans-Guyana, Frans-Polynesië, Gabon, Ghana, Grenada, Guadeloupe, Guam, Guinee, Guinee-Bissau, Guyana, Haïti, Honduras, India, Indonesië, Iran, Ivoorkust, Jamaica, Japan, Jemen, Kenia, Kiribati, Koeweit, Galapagoseilanden (Ecuador), Groot-Brittannië, Guatemala, Honduras, Kameroen, Kaapverdië, Madagaskar, Maleisië, Maldiven, Marianen, Marshalleilanden, Martinique, Mauritanië, Mayotte, Mexico, Micronesia, Montserrat, Mozambique, Myanmar, Nederlandse Antillen, Nieuw-Caledonië, Nicaragua, Nigeria, Oman, Pakistan, Palau, Panama, Papoea-Nieuw-Guinea, Peru, Puerto Rico, Qatar, Réunion, Salomonseilanden, Samoa, Sao Tomé en Principe, Saoedi-Arabië, Senegal, Seychellen, Sierra Leone, Soedan, Somalië, Sri Lanka, Suriname, Taiwan, Tanzania, Thailand, Tokelau, Tonga, Trinidad en Tobago, Turks- en Caicoseilanden, Tuvalu, Vanuatu, Venezuela, Verenigde Arabische Emiraten, Verenigde Staten en Vietnam.
De karetschildpad kent twee ondersoorten; de Atlantische karetschildpad (Eretmochelys imbricata imbricata), die voorkomt in de Atlantische Oceaan en de Pacifische karetschildpad (Eretmochelys imbricata bissa) die voorkomt in de Indische en Grote Oceaan.

### Habitat
De karetschildpad vermijdt eenmaal volwassen de open zee en leeft vooral langs de kusten van tropische gebieden met een harde ondergrond. Dit heeft te maken met het voedsel, dat voornamelijk bestaat uit sponsdieren en daarnaast andere dieren en planten die alleen te vinden zijn in koraalriffen. De typische foerageergebieden van de volwassen exemplaren zijn rijk aan bruinwieren. Naast koraalriffen zijn ook andere kuststreken met een rotsige bodem geschikt, evenals lagunen van oceanische eilanden en smalle doorgangen. Ook in de ondiepe delen van de zee rond de continentale plat en mangroven en estuaria met een modderbodem en die weinig tot geen vegetatie bevatten wordt de schildpad gevonden. De karetschildpad houdt zich vrijwel altijd op in ondiepe wateren die niet dieper zijn dan 20 meter en wordt slechts zelden op open zee aangetroffen.
De juvenielen hebben een totaal andere leefomgeving dan de volwassen schildpadden. Ze leven op open zee (pelagisch) maar omdat ze nog niet kunnen duiken houden ze zich op in drijvende vegetatie, zoals zeewier van het geslacht Sargassum. Ook in drijvende afvalhopen zijn ze wel aangetroffen. Pas vanaf een schildlengte van ongeveer 20 centimeter keren ze terug naar de kust. Ze verstoppen zich veel onder overhangende rotsblokken en dergelijke.

## Levenswijze

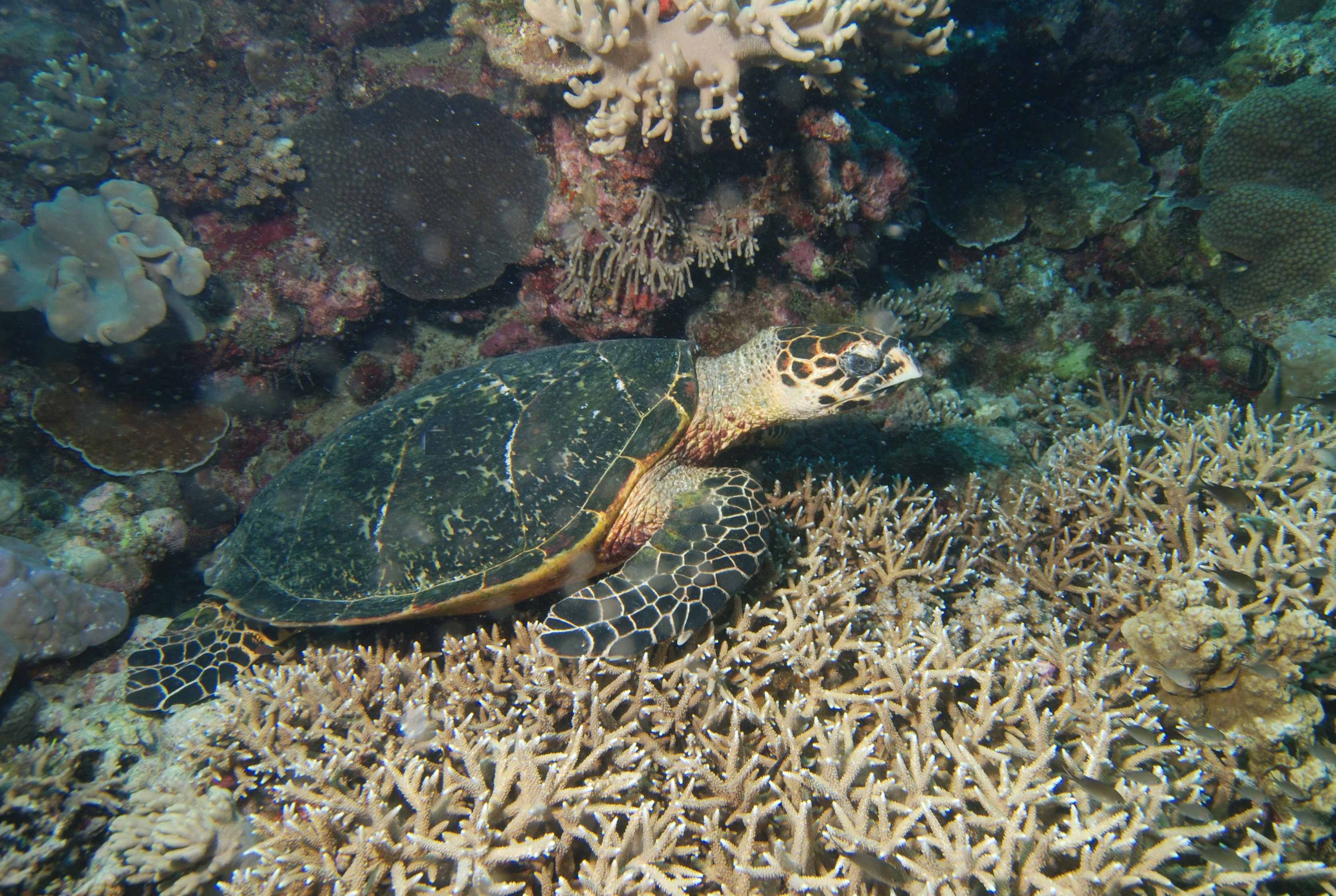
De karetschildpad leeft langs rotskusten met harde koralen en sponsdieren, het favoriete voedsel.

De karetschildpad is een dagactieve soort die zich 's nachts schuilhoudt, de nesten worden echter altijd 's nachts gegraven en ook de eieren komen altijd 's nachts uit.
De schildpad migreert van voortplantingsgebied naar voedselrijke gebieden, de afstand tussen het foerageergebied en het voortplantingsgebied is meestal klein maar kan ook zeer groot zijn. Door migratie kan het aantal exemplaren in een bepaald gebied per seizoen sterk variëren. De karetschildpad leeft strikt solitair en er zijn geen groepsgewijze migraties bekend zoals deze voorkomen bij andere zeeschildpadden. Vermoed wordt dat de schildpadden in kleine groepjes zwemmen.
Net als alle schildpadden moet de karetschildpad regelmatig ademhalen aan de oppervlakte. Het vervangen van de lucht in de longen vindt binnen enkele seconden plaats waarna minutenlang gedoken kan worden. In rust kan de schildpad urenlang de adem inhouden maar tijdens het duiken is de ademhalingsfrequentie veel hoger. Dit komt doordat er bij activiteit meer zuurstof wordt gebruikt en is er tevens de reden van dat de karetschildpad relatief snel verdrinkt in visnetten omdat het dier zichzelf uit alle macht zal proberen te bevrijden.
Op het schild van de karetschildpad wordt soms de columbuskrab (Planes minutus) aangetroffen. Dit is een pelagisch levende krab die gevonden wordt in de drijvende plantenmassa's waar de jonge schildpadden zich ophouden. De krab wordt echter ook bij de volwassen schildpad gevonden en houdt het schild vrij van aangroeisels zoals algen en andere organismen. Deze kunnen het zwemmen bemoeilijken omdat het gestroomlijnde schild meer wrijving ondervindt. Andere dieren die zijn aangetroffen op het schild zijn kreeftachtigen uit het geslacht Lepas en Platylepas, die behoren tot de eendenmosselen. Van andere schildpadden, zoals de soepschildpad, is bekend dat ze naar de bodem duiken en hun schild langs onderwaterobjecten strijken om het zo van aangroeisels te ontdoen.
De karetschildpad kan dankzij het gestroomlijnde schild en de grote voorpoten snelheden bereiken van 24 kilometer per uur. Door dieren te merken is bekend dat een vrouwtje een afstand van 3600 kilometer aflegde in elf maanden tijd.

### Voedsel

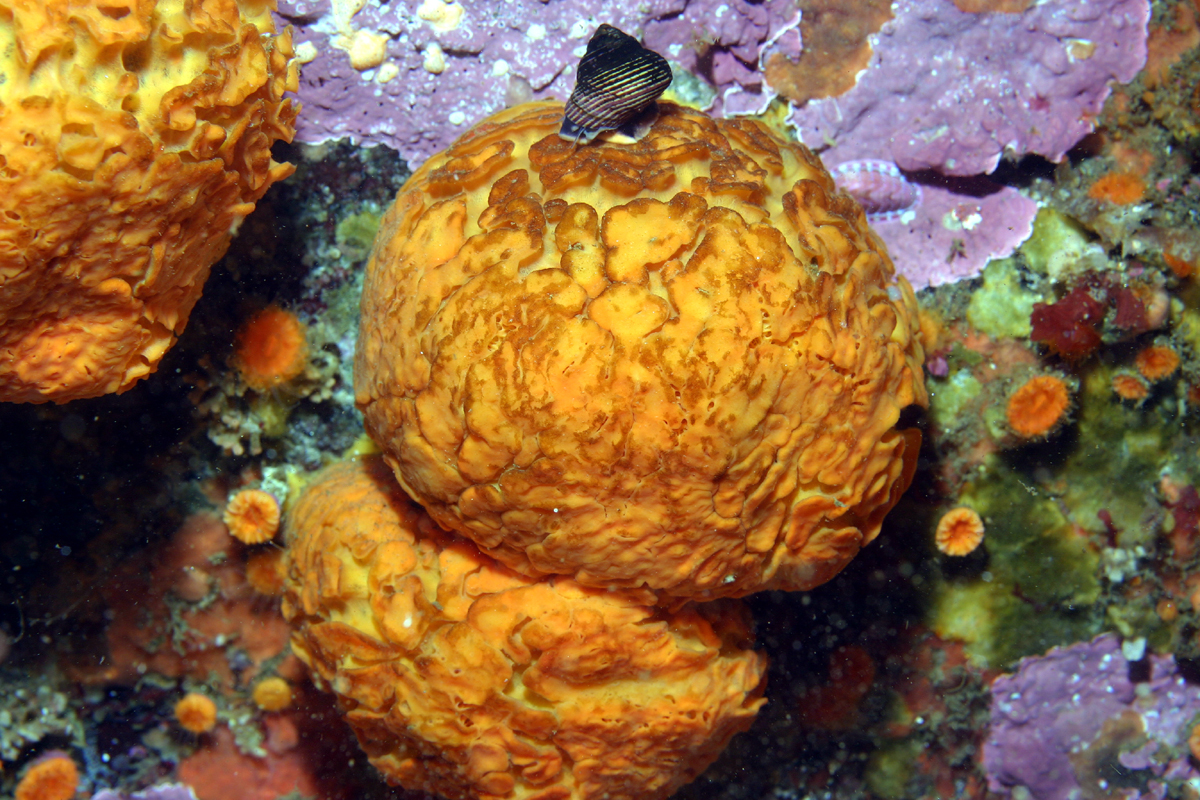
De zeespons Tethya aurantia is een van de prooien van de karetschildpad.

Het voedsel van de karetschildpad verschilt per levensstadium en zelfs de geografische locatie is van invloed. Van jonge exemplaren die nog niet kunnen duiken wordt vermoed dat ze voornamelijk planten eten en later overschakelen op meer dierlijk materiaal. Ook is beschreven dat ze plankton eten.
De volwassen karetschildpad is een alleseter die echter voornamelijk leeft van sponsdieren. Het dieet is afhankelijk van de geografische locatie. Sponsdieren vormen het grootste deel van het menu maar dit geldt voornamelijk in de Caraïben. In andere werelddelen zoals rond Australië worden ook andere prooien gegeten. Voorbeelden zijn inktvissen, kreeftachtigen, slakken, tweekleppigen, wormen, zeeanemonen en vissen gegeten. Ook plantaardig materiaal wordt opgenomen zoals algen, zeegrassen en verschillende delen van landplanten, zoals schors, bladeren en fruit.
De karetschildpad is een van de weinige dieren die van sponsdieren leeft omdat dergelijke prooien een lage voedingswaarde hebben. De meeste sponsdieren zijn daarnaast oneetbaar door het uit vele kleine, naaldachtige structuren bestaande kalkskelet. Deze naaldjes hebben een verwoestende uitwerking op het maag-darmkanaal van veel dieren. Sommige soorten sponsdieren zijn zeer giftig voor andere dieren omdat de naaldjes sterke toxines bevatten. De karetschildpad echter eet ook deze soorten en lijkt weinig last te hebben van de skeletten al is het onbekend hoe dit komt. De schildpad is niet in staat de sponsskeletten te verteren en uit dissectie blijkt dat de naaldjes de darmen van de schildpad wel degelijk penetreren maar het dier lijkt hier geen last van te ondervinden. Ook is de schildpad niet in staat het gif af te breken wat we weten doordat enkele mensen gestorven zijn na het eten van het schildpaddenvlees. Ook van het in het vlees opgeslagen gif lijkt de karetschildpad geen last te hebben. De schildpad is net als de lederschildpad ook in staat om giftige neteldieren zoals kwallen en het beruchte Portugees oorlogsschip te eten. De ogen worden tijdens de maaltijd gesloten, de giftige netelcellen kunnen niet door de gepantserde kop dringen.
Wetenschappers hebben het voedsel van de karetschildpad op twee plaatsen in de Dominicaanse Republiek nauwkeurig onderzocht. Het bleek dat verschillende prooien worden gegeten, onder andere 5 op de bodem vastgehechte sponsdieren die behoren tot de gewone sponzen (Demospongiae): Spirastrella coccinea, Chondrilla nucula, Geodia neptuni, Myriastra kalitetilla en Tethya crypta. Het zachte koraal Ricordea florida wordt eveneens gegeten.
Uit de verschillen in het aantal gegeten prooien en de mate van beschikbaarheid van deze prooien leiden wetenschappers af dat bepaalde prooien een hogere voorkeur hebben dan andere. Vooral de soorten Chondrilla nucula en Ricordea florida worden gegeten en beiden zijn belangrijke concurrenten van harde koralen. Deze sponsen maken gebruik van fotosynthetische algen en nemen de plaats van koralen in. Hierdoor speelt de karetschildpad een rol als opruimer van deze concurrenten wat in het voordeel is van de harde koralen. Aangenomen wordt dat bij een natuurlijke populatie de schildpadden veel sponsdieren weggrazen. Vanwege de vrijwel gedecimeerde aantallen in sommige populaties is dit effect waarschijnlijk sterk gereduceerd. Wetenschappers vermoeden dat zonder de aanwezigheid van de karetschildpad koraalriffen volledig overwoekerd kunnen raken door sponsdieren.

### Vijanden

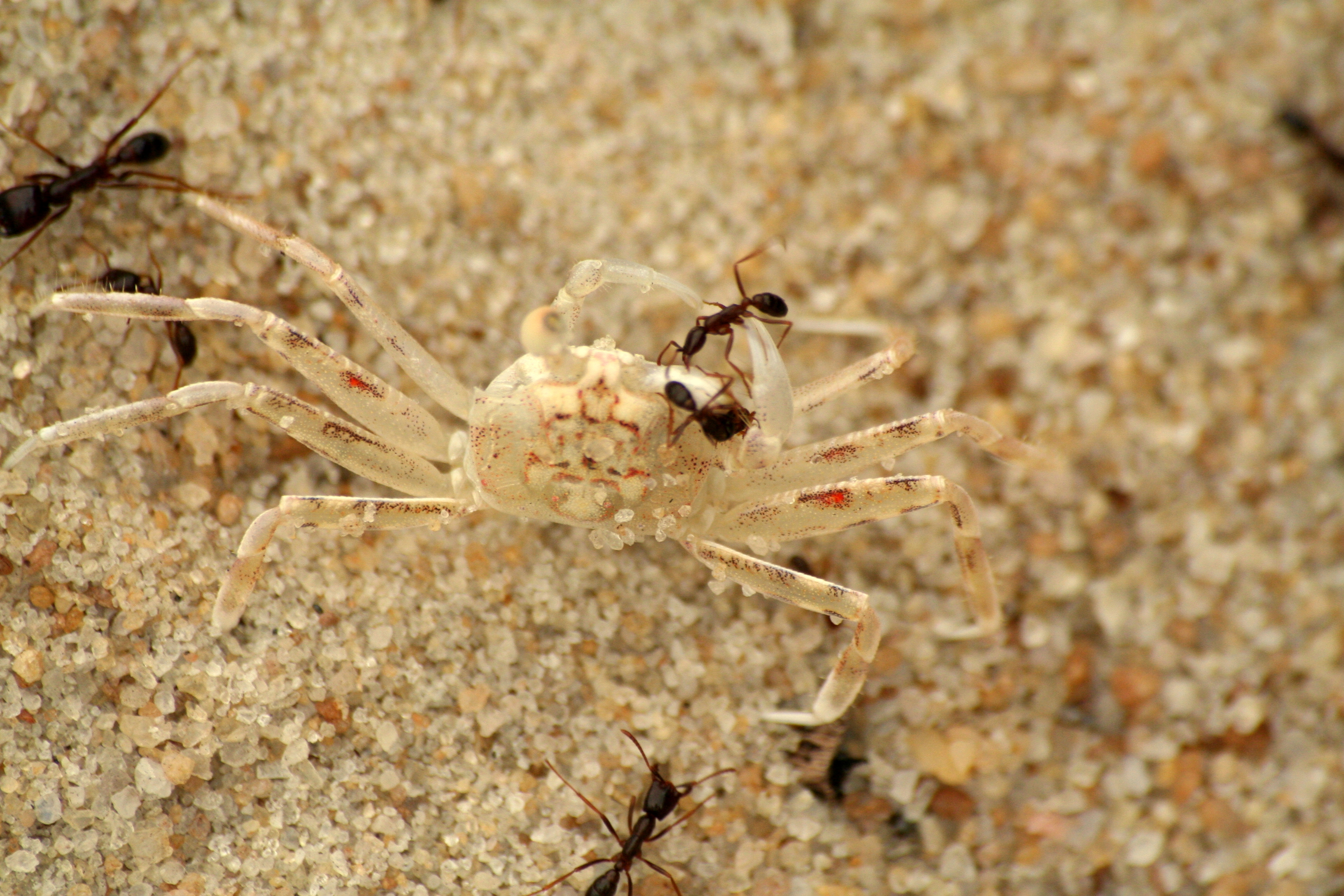
Zowel strandkrabben als mieren roven het nest leeg.

De belangrijkste vijand van de karetschildpad is de mens, die op de schildpad jaagt om het schild te kunnen verwerken, de habitat vervuilt en de neststranden aantast, zie hiervoor onder het kopje bedreiging en bescherming.
De karetschildpad wordt vooral als juveniel en embryo door van alles gegeten. De eieren worden door verschillende dieren opgegraven, van geleedpotigen als mieren tot rovende zoogdieren als mangoesten, honden en ratten en ten slotte sommige vogels. De vijanden van de schildpadeieren hangen enigszins af van de geografische locatie; in Australië worden ze vooral opgegraven voor varanen en dingo's, in Noord-Amerika zijn nestplunderaars vooral wasberen en spookkrabben van het geslacht Ocypode.
Het grootste deel van de net uit het ei gekropen jonge schildpadden wordt binnen korte tijd opgegeten door onder andere vissen, verschillende vogels als meeuwen, krabben, inktvissen en haaien. Volgens schattingen groeit minder dan 1 op de 1000 eieren uiteindelijk uit tot een volwassen schildpad.
Een eenmaal volwassen exemplaar wordt vanwege het grote en stevige schild alleen nog gegeten door grote haaien zoals requiemhaaien (tijgerhaai), sommige grote zeevissen zoals tandbaarzen (Epinephelinae) en de zeekrokodil.

### Voortplanting

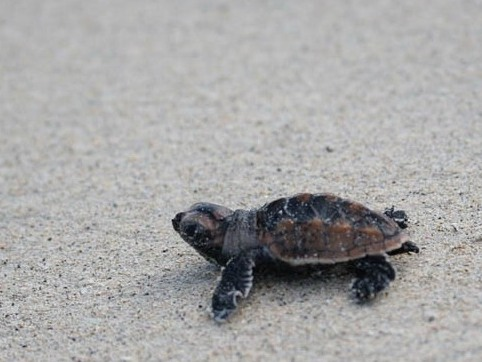
De juvenielen zijn sterk gekield en hebben duidelijk overlappende rugschilden.

De karetschildpad zoekt in de voortplantingstijd ondiepe wateren op waarin de paring plaatsvindt. Van de karetschildpad is bekend dat ze soms hybridiseren met andere zeeschildpadden, vooral in gebieden waar de aantallen laag zijn.
Gedurende het seizoen zet het vrouwtje zo'n 4 tot 5 keer eieren af op het strand, een vrouwtje neemt echter niet ieder jaar deel aan de voortplanting maar om de twee tot vier jaar. De vrouwtjes zetten de eitjes ook bij elkaar in de buurt af zoals andere zeeschildpadden maar maken een individueel nest. Het nest wordt altijd 's nachts gegraven en net als andere zeeschildpadden keert het vrouwtje vaak terug naar het gebied waar ze zelf geboren is. Hoe de dieren navigeren is niet bekend, vermoed wordt dat de magnetische velden van de aarde worden gebruikt of de standen en cycli van de maan. Het neststrand dient een zanderige ondergrond te hebben en smalle, steile en beschutte stranden hebben de voorkeur. Het zand waarin de eitjes begraven worden mag niet te droog of te nat zijn, het nest moet niet te diep gegraven worden maar zeker niet te ondiep en de ideale ontwikkelingstemperatuur van de eieren is tussen de 25 en 33° Celsius.
Vaak worden de eieren op een beschutte plaats begraven zoals tussen de vegetatie. Net als andere zeeschildpadden wordt het nest niet met de krachtige voorpoten, maar met de achterpoten begraven en weer dichtgegooid nadat de eitjes zijn afgezet. Er worden gemiddeld 140 en maximaal 160 eieren afgezet, afhankelijk van de grootte van het vrouwtje. Jongere vrouwtjes zetten minder eieren af in vergelijking met oudere vrouwtjes. Hiermee is de karetschildpad de vruchtbaarste soort van alle zeeschildpadden, er zijn records bekend van vrouwtjes die meer dan 200 eieren in een seizoen produceerden maar dit zijn zeldzame uitschieters. Sommige eitjes van de karetschildpad zijn onbevrucht maar het percentage is nooit zo hoog als bij de lederschildpad. De eieren zijn zoals alle zeeschildpadden zachtschalig, wit van kleur en kogelrond van vorm, de diameter is ongeveer 30 tot 45 millimeter.
De eieren komen na 8 tot 11 weken uit, de incubatietijd is afhankelijk van de temperatuur en duurt langer als de temperatuur lager is. De juvenielen hebben een schildlengte van ongeveer 4 centimeter en wegen minder dan 20 gram. Ze kruipen altijd 's nachts uit het ei en gaan af op het licht van de hemel dat in de zee wordt gereflecteerd. Ze kunnen gemakkelijk worden misleid door stadsverlichting en dergelijke zodat ze de verkeerde kant op kruipen en geen schijn van kans maken. Door deze lichtvervuiling komen de schildpadjes op verkeerswegen terecht waar ze worden plat gereden of ze sterven aan uitdroging door de hitte overdag. Zowel de eieren als de juvenielen worden door veel verschillende dieren gegeten, zie onder het kopje vijanden.
Exemplaren die het wel redden en in de zee terechtkomen, leiden door hun kwetsbaarheid een teruggetrokken bestaan. Ze verblijven de eerste jaren op open zee en mijden de kust maar het is niet precies bekend hoelang. De jonge schildpadjes kunnen niet duiken en worden vaak aangetroffen in drijvende plantenmassa's in de zee. Pas bij een schildlengte van ongeveer 20 centimeter keren ze naar de koraalriffen langs de kust, maar omdat niet iedere schildpad even snel groeit en de groeisnelheid per locatie kan verschillen, is niet bekend hou oud ze dan gemiddeld zijn. De karetschildpad doet er net als andere schildpadden zeer lang over om geslachtsrijp te worden en dat maakt de soort kwetsbaar. Waarschijnlijk duurt het 20 tot 40 jaar voordat de schildpad volwassen is en zich voort kan planten. Ook over de leeftijd waarop de schildpad volwassen wordt, is niet bekend.

## Bedreiging en bescherming

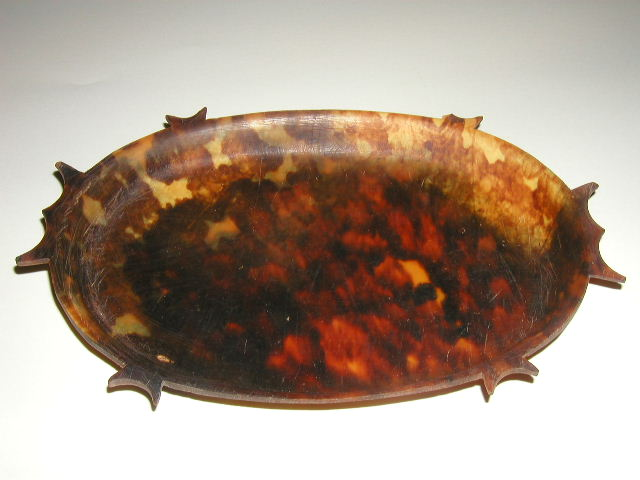
Toluk uit Palau gemaakt van karet.

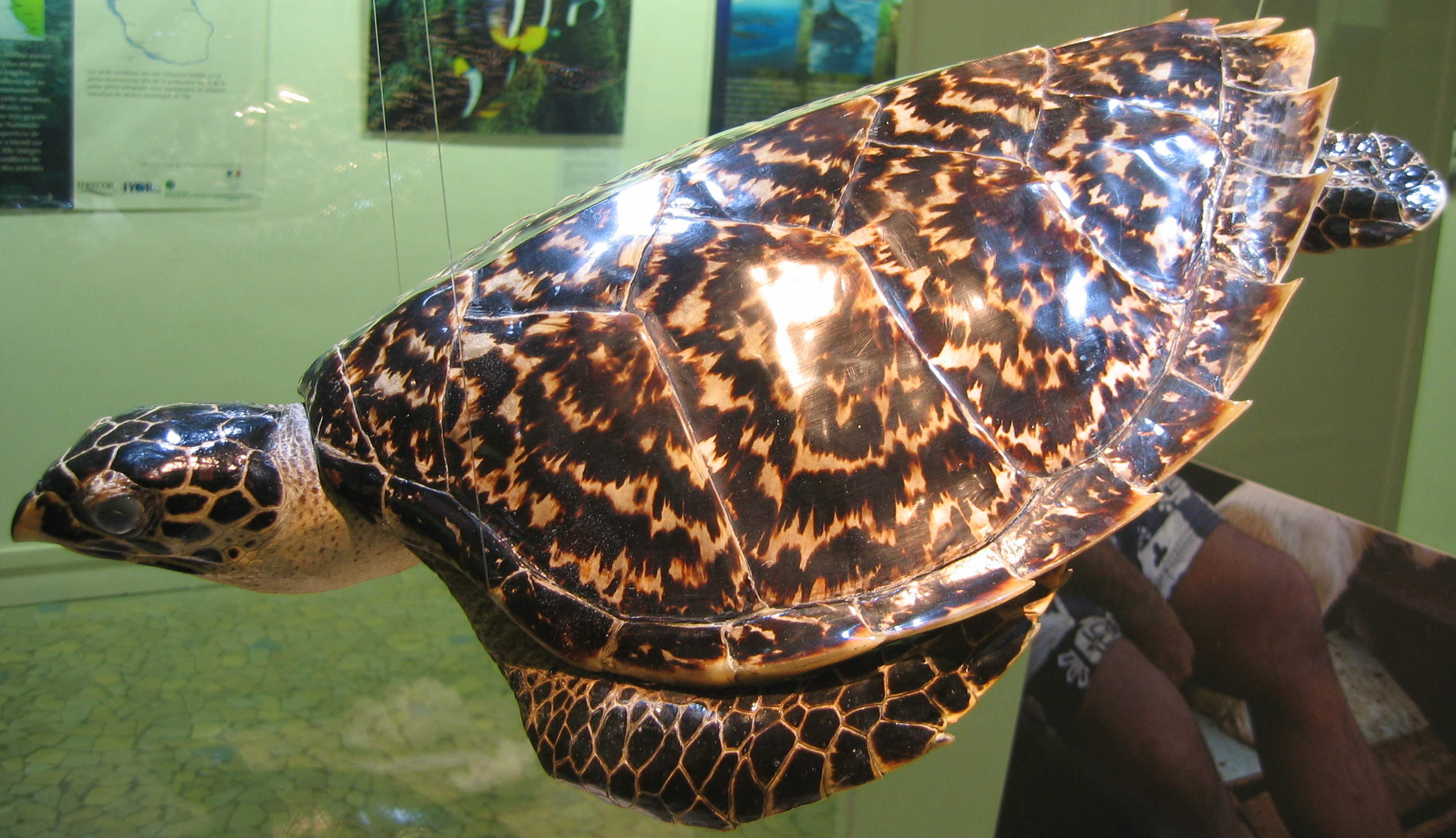
Een opgezet exemplaar in een museum in Parijs.

De karetschildpad wordt al sinds generaties gevangen om het schild, dat wordt verwerkt tot gebruiksvoorwerpen zoals kammen en sieraden als brilmonturen en hangers. Het bewerkte schild van de schildpad wordt wel karet of simpelweg schildpad genoemd en wordt gewaardeerd om de dieprode kleur, het gevlamde patroon en de glans van het materiaal. Het schild van andere schildpadden is veel minder geschikt waardoor de karetschildpad veel geld waard is. Het materiaal schildpad wordt bij verhitting buigzaam en kan gemakkelijk worden gesneden of gepolijst. Ook in oude culturen was karet al bekend, zoals in het oude Rome en culturen in India en Australië. Ook in China wordt het materiaal gewaardeerd en wordt tai mei genoemd, in China wordt het vlees van schildpadden, waaronder deze soort, ook als delicatesse gegeten. In Japan wordt het materiaal bekko genoemd, en voordat de Japanse regering de verkoop in 1992 aan banden werd gelegd was er een bloeiende handel in schilden en werd zo'n 30 ton aan onbewerkte schilden geïmporteerd. Tegenwoordig importeert Japan nog steeds zo'n 3000 schilden per jaar, ongeveer 4 ton, om de traditionele ambacht van het bewerken ervan niet in gevaar te brengen.
Het schild van de karetschildpad heeft door de dikke en deels transparante schubben en de amberachtige grondkleur voorzien van straalsgewijze, gele tot rode strepen een hoge decoratieve waarde. Het bewerkte schild wordt onder andere gebruikt om stoelen en andere meubels te decoreren en staat wel bekend als het 'natuurlijk plastic'. De meeste schildpadden worden eerst gedood voor het schild wordt verwijderd waarna de rest wordt weggegooid. Het is bekend dat als de hoornschilden voorzichtig worden verwijderd en de schildpad wordt vrijgelaten, deze de hoornschilden volledig kan regenereren. Uiteraard is de schildpad zonder zijn rugschild zeer kwetsbaar. In sommige gebieden worden ook de botten wel bewerkt tot gereedschappen. In Japan worden veel zeeschildpadden om decoratieve doeleinden opgezet, hiervoor worden vaak de juvenielen gebruikt of soms de volwassen exemplaren.
De achteruitgang is echter niet alleen te wijten aan de jacht op het dier, ook de eieren staan in sommige landen bekend als delicatesse en worden illegaal geraapt voor consumptie. Ook wordt het vlees wel gegeten, al is voorzichtigheid geboden omdat het vlees soms giftig kan zijn door het eten van giftige prooien. Ondanks een internationaal verbod door CITES vindt er nog steeds illegale stroperij plaats en niet alle landen waar de schildpad voorkomt nemen dierenbescherming serieus of zijn niet in staat het verbod te handhaven. Ook het zeer grote verspreidingsgebied zorgt ervoor dat de bescherming internationaal gecoördineerd moet worden om een effectieve bescherming te zorgen. Een voorbeeld is het Caraïbisch Gebied, waar 36 verschillende geopolitieke delen zijn. Om de bescherming van diersoorten die migreren beter te coördineren is de Convention on Migratory Species opgericht, de karetschildpad is opgenomen als beschermde soort in Bijlage II.
Andere belangrijke bedreigingen komen eveneens door menselijk activiteiten, zoals aantasting of volledige destructie van de neststranden of de koraalriffen waar de schildpad leeft, de visserij op zee en drijvend afval zoals styrofoam dat in het maag-darmstelsel terecht kan komen en tot verstoppingen kan leiden. Sinds 1996 staat de karetschildpad op de lijst van bedreigde dieren van de IUCN te boek als kritiek (critically endangered). Ook CITES heeft de schildpad opgenomen als bedreigde diersoort in bijlage I. Alle dieren en planten in deze lijst zijn soorten die sterk zijn bedreigd door onder andere de handel in exotische dieren en verbiedt de verkoop of het aanbieden van exemplaren die in het wild zijn gevangen.
Om te voorkomen dat de schildpadden in de netten verstrikt raken en hierin verdrinken wordt steeds meer gebruikgemaakt van zogenaamde turtle excluder devices (TED's). Dit zijn kleppen in de visnetten waar de schildpad wel uit kan zwemmen maar de te vangen vissen of garnalen niet. TED's hebben als voordeel dat de schildpadden de netten niet meer verwoesten bij bevrijdingspogingen waardoor ze voor vissers economisch interessant zijn.
Wetenschappers vermoeden dat het aantal eierleggende karetschildpadden de afgelopen drie generaties met 83 tot 87 procent is afgenomen. Sommige beschermde populaties zijn stabiel of blijken groter te worden maar over het algemeen gaan de aantallen achteruit.
Er zijn diverse fokprogramma's opgezet om jonge dieren die uit het ei komen te vangen en als ze al wat groter zijn weer uit te zetten, zodat de overlevingskans vele malen groter is. Iets soortgelijks wordt gedaan met eerder genoemde soepschildpad, maar ook met de lederschildpad.
De karetschildpad is een populaire toeristische attractie binnen het verspreidingsgebied omdat het reptiel de koraalriffen afstruint op zoek naar voedsel waardoor de kans op een confrontatie met duikers niet gering is. Hoewel in zee zwemmende exemplaren onschuldig zijn, dienen op het land geraakte dieren vermeden te worden want hier zijn ze kwetsbaar en erg bijterig. Wat betreft de mannetjes komen enkel zieke en stervende dieren op het land.

## Naamgeving en taxonomie

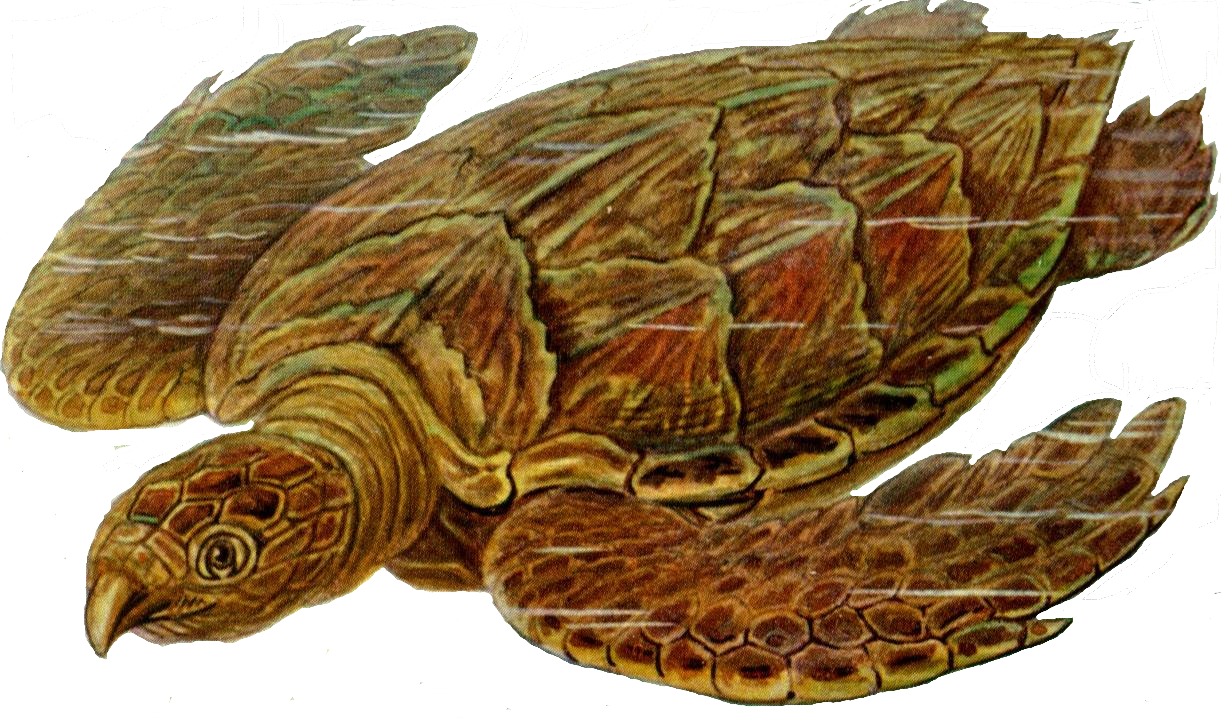
Tekening uit Ernst Haeckels Kunstformen der Natur (1904). Duidelijk zichtbaar zijn de twee uitsteeksels op iedere voorpoot en de overlappende rugschubben, de puntige bek is wat sterk aangezet.

De wetenschappelijke geslachtsnaam eretmochelys is een samenstelling afkomstig van Oudgrieks ἐρετμός (eretmos), 'roeiend' en χέλυς (chelus), 'schildpad'. De soortnaam imbricata verwijst naar de dakpansgewijze schubben en betekent 'overlappende' (van het Latijnse imbricare, overlappen).
De karetschildpad werd in 1758 door Carl Linnaeus vermeld als Eretmochelys imbricata in de tiende editie van Systema naturae. De soort is regelmatig van naam veranderd en behoorde onder andere tot de geslachten Caretta, Testudo, Chelonia en het niet meer erkende geslacht Onychochelys. Ook de soortnaam is onder verschillende namen beschreven waarvan enkele verwarrend zijn omdat ze lijken op de namen van andere schildpadden. Voorbeelden zijn Chelonia radiata en Chelonia pseudo-mydas.
De karetschildpad behoort tot het monotypische geslacht Eretmochelys, het is de enige soort. Er zijn twee ondersoorten: Eretmochelys imbricata imbricata en Eretmochelys imbricata bissa. Sommige bronnen vermelden een derde ondersoort; Eretmochelys imbricata squamata (Agassiz, 1857), maar deze wordt door Fritz en Havaš niet erkend.
- Atlantische karetschildpad (Eretmochelys imbricata imbricata); Atlantische Oceaan.
- Pacifische karetschildpad (Eretmochelys imbricata bissa); Indische en Grote Oceaan.

### Synoniemen
Onderstaand een lijst van de belangrijkste synoniemen:
- Eretmochelys imbricata (Linnaeus 1766)
- Testudo imbricata (Linnaeus 1766)
- Chelonia radiata (Cuvier 1829)
- Chelonia Imbricata (Duméril & Bibron 1835)
- Eretmochelys imbricata (Agassiz 1857)
- Chelone imbricata (Boulenger 1889)
- Eretmochelys imbricata (Stebbins 1985)

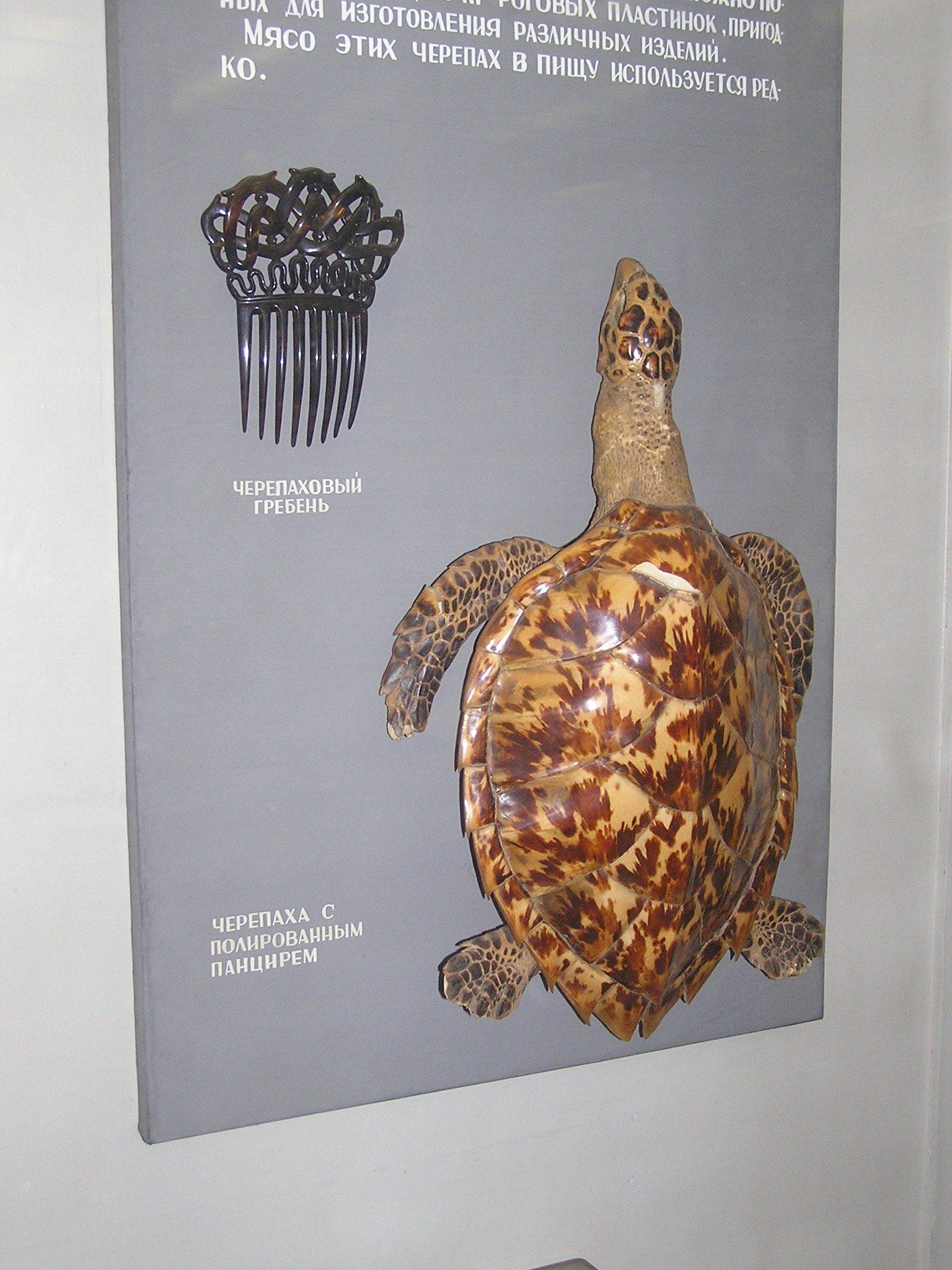
Een opgezet exemplaar in een museum in Sint-Petersburg.

- Eretmochelys imbricata (Engelmann et al. 1993)
- Eretmochelys imbricata (Glaw & Vences 1994)
- Eretmochelys imbricata (Cogger 2000)
- Eretmochelys imbricata imbricata (Linnaeus 1766)
- Chelonia pseudo-mydas (Lesson 1834)
- Chelonia pseudo-caretta (Lesson 1834)
- Onychochelys kraussi (Gray 1873)
- Eretmochelys imbricata imbricata (Mertens & Müller 1928)
- Eretmochelys imbricata (Conant & Collins 1991)
- Eretmochelys imbricata imbricata (Crother 2000)
- Eretmochelys imbricata bissa (Rüppell 1835)
- Caretta bissa (Rüppell 1835)
- Eretmochelys squamata (Agassiz 1857)
- Caretta squamosa (Girard 1858)
- Caretta rostrata (Girard 1858)
- Caretta squamata (Swinhoe 1863)
- Eretmochelys squamosa (Stejneger 1907)
- Eretmochelys imbricata squamata (Carr 1942)
- Eretmochelys imbricata bissa (Smith & Taylor 1950)
- Eretmochelys imbricata bissa (Stebbins 1985)
- Eretmochelys imbricata squamata (Meirte 1999)
- Eretmochelys imbricata bissa (Crother 2000)